# Abdon Group
Abdon Group AB, tidigare Abdon Finax AB, är ett cerealieföretag beläget på Ättekulla industriområde i Helsingborg. Företaget startades som Abdon Mills AB av bröderna Leif och Rolf Abdon 1973. Abdon Finax omsatte 2019 cirka 925 miljoner och hade 243 anställda.